# Лункевич, Сергей Александрович
Серге́й Алекса́ндрович Лунке́вич (рум. Serghei Lunchevici; 29 апреля 1934, Кишинёв — 15 августа 1995, там же) — молдавский, советский дирижёр, скрипач, композитор, актёр, фольклорист. Народный артист СССР (1976).

## Биография
Сергей Лункевич родился 29 апреля 1934 году в Кишинёве, в семье водителя трамвая и кондукторши. Первые уроки игры на скрипке получил у музыкального педагога Наума Исааковича Вилика (1896—1942), ученика Леопольда Ауэра.
В 1941 году вместе с родителями был выслан в Казахстан. После войны вернулся в Кишинёв (отец оставался на поселении).
До 1953 года учился в музыкальной школе-десятилетке им. Е. Коки у Г. И. Гершфельда в Кишинёве. В 1957 году окончил Кишинёвскую консерваторию (ныне Академия музыки, театра и изобразительных искусств) по классу скрипки у М. Е. Унтерберга (начинал обучение у И. Л. Дайлиса), в 1958 году — по классу дирижирования и композиции у Б. С. Милютина.
В 1955—1957 годах — скрипач симфонического оркестра Молдавской филармонии (ныне Национальная филармония имени Сергея Лункевича).
С 1958 года — 1-й скрипач, художественный руководитель и главный дирижёр оркестра народной музыки Ансамбля песни и танца «Флуераш» Молдавской филармонии, сменив на этом посту композитора Д. Г. Федова.
Гастролировал с оркестром за рубежом в многих странах мира.
Собиратель молдавского фольклора, известный как талантливый интерпретатор молдавской народной музыки. Его называли «последним лэутаром».
Ему принадлежат сочинения и аранжировки для оркестра народных инструментов (в том числе пьесы «Тоска цыгана» (1962), «Ынвыртита Игната» (1963), «Липканская сырба» (1965), «Памяти Виктора Хары» (1971), песни, музыка к кинофильмам.
Скончался 15 августа 1995 года в Кишинёве. Похоронен на Центральном (Армянском) кладбище. Бронзовый барельеф на могиле музыканта был разрушен в конце 1990-х годов. Впоследствии установлен новый гранитный памятник.

### Семья
- Первая жена — Изольда Борисовна Милютина (род. 1932), молдавский и израильский музыковед. Доктор искусствоведения. Заслуженный деятель искусств Молдовы. Выпускница (1955) и преподаватель (с 1974 — заведующая кафедрой композиции и музыковедения) Кишинёвской консерватории им. Г. Музическу. Руководитель отдела музыковедения АН Молдавской ССР. Автор альбома-монографии «Дойна» (Кишинёв: Hyperion, 1990), воспоминаний «Между прошлым и будущим» (Тель-Авив: Gutenberg, 2005). Живёт в городке Бат-Ям (Израиль)[3].
  - Старшая дочь — Ирина Сергеевна Лункевич, пианистка, преподаватель Академии музыки и танца им. Рубина в Иерусалиме.
    - Внучка — Дарья Лункевич, живёт в Иерусалиме.

  - Тесть — Борис Семёнович Милютин (1905—1993), молдавский дирижёр. Народный артист Молдавской ССР (1985). Выпускник Ленинградской консерватории (1936). Дирижёр первого симфонического оркестра Молдавии в Тирасполе (1936), с 1940 и с 1945 года — в Кишинёве.
- Вторая жена — Нина Ивановна Лункевич (урождённая Ионашку), ведущая программы ансамбля «Флуераш»[4].
  - Младшая дочь — Ольга Сергеевна Лункевич, пианистка, погибла 17 апреля 2004 года в автокатастрофе.
    - Внук — Владимир Владимирович Лункевич, юрист, живёт в Киеве.
- Брат — Виктор Александрович Лункевич, математик, доцент Кишинёвского политехнического института.

## Награды и звания
- Заслуженный деятель искусств Молдавской ССР (1959)
- Народный артист Молдавской ССР (1966)
- Народный артист СССР (1976)
- Государственная премия Молдавской ССР (1967) — за концертную программу, посвящённую 50-летию Великой Октябрьской социалистической революции, и высокое мастерство исполнения сольных номеров этой программы
- Два ордена Трудового Красного Знамени (1960 и 1967)
- Орден Дружбы Народов (1985)
- Орден Республики (1993)

## Фильмография

### Роли в кино
- 1967 — Марианна — Эрнст
- 1971 — Лаутары — Тома Алистар

### Композитор
- 1966 — Красные поляны (совм. с И. Бурдиным)

## Память
- В 2003 году Молдавской филармонии было присвоено имя Сергея Лункевича.
- В Кишинёве, на доме по улице Штефан чел Маре, где жил С. Лункевич со своей семьёй, прикреплён барельеф в память о нём.

## Публикации
- С. Лункевич. Чтобы похожа была на тебя: Для смешанного хора без сопровождения / Обработка для хора Вас. Мунтяна; Слова Е. Кримерман. — Кишинёв: Тимпул, 1971. — 10 с.
- С. Лункевич. Похоже на тебя: Для духового оркестра / Оркестровка А. Дорина. Слова Е. Кримермана. — Кишинёв: Тимпул, 1976. — 23 с.